# Столбунский сельсовет
Столбунский сельсовет (белор. Стаўбунскі сельсавет) — административная единица на территории Ветковского района Гомельской области Республики Беларусь. Административный центр — агрогородок Столбун.

## История
11 января 2023 года Столбунский, Малонемковский и Яновский сельсоветы Ветковского района Гомельской области объединены в одну административно-территориальную единицу — Столбунский сельсовет, с включением в его состав земельных участков Малонемковского и Яновского сельсоветов.

## Состав
Столбунский сельсовет включает 17 населённых пунктов:
- Будище-Столбунская — деревня
- Глыбовка — деревня
- Городок — посёлок
- Желудье — посёлок
- Затишье — посёлок
- Иванькин — посёлок
- Колбовка — деревня
- Лазарев — посёлок
- Малые Немки — агрогородок
- Память — посёлок
- Перелёвка — деревня
- Рассуха — посёлок
- Рудня-Столбунская — деревня
- Столбун — агрогородок
- Уютный — посёлок
- Юрга — посёлок
- Яново — агрогородок

Упразднённые населённые пункты:
- Калинин — посёлок